# Durocar Manufacturing Company
Durocar Manufacturing Company war ein US-amerikanischer Hersteller von Automobilen.

## Unternehmensgeschichte
Watt Moreland war um 1900 von der Winton Motor Car Company zur Reparatur eines Fahrzeugs an die Westküste geschickt worden, wo er blieb und später die Magnolia Automobile Company und Auto Vehicle Company leitete. William M. Varney vertrieb Fahrzeuge der zuletzt genannten Marke in Long Beach. 1906 gründeten sie zusammen das Unternehmen. Der Sitz war in Los Angeles in Kalifornien. Varney war Präsident, Moreland Sekretär, Superintendent und Chefingenieur. Als Direktoren werden Norris L. Claberg, Fred L. Dolittle, L. Eugene Parker und George H. Woodruff genannt. Sie begannen noch 1906 mit der Produktion von Automobilen. Der Markenname lautete Durocar. Im Januar 1907 wurden Fahrzeuge auf der Los Angeles Automobile Show präsentiert. Bis September 1907 entstanden nur sieben Fahrzeuge, aber dann wurden die Fabrikationsabläufe optimiert und ein Tagesausstoß von fünf Fahrzeugen erreicht. Im November 1908 wurde Moreland der Wunsch verwehrt, ein Vierzylindermodell zu entwerfen. Daraufhin verließ er das Unternehmen, um die Moreland Motor Truck Company zu gründen.
1911 endete die Produktion. Varney führte Anfang 1912 eine Reorganisation durch, die zur Amalgamated Motors Company führte. Ein Umzug nach Santa Ana wurde erwogen, aber verworfen. Stattdessen zog das Unternehmen nach Alhambra. Dort entstanden Lastkraftwagen.
1916 waren in Kalifornien noch 67 Personenkraftwagen der Marke Durocar registriert.

## Fahrzeuge
Von 1906 bis 1907 stand ein namentlich nicht genanntes Modell im Sortiment. Der Zweizylindermotor mit 26 PS Leistung trieb über eine Kardanwelle die Hinterachse an. Das Fahrgestell hatte 259 cm Radstand. Erhältlich waren Aufbauten als Runabout, Tourenwagen und Landaulet.
1908 wurde der Runabout zum Model K und der Tourenwagen zum Model L. Das Landaulet entfiel.
1909 wurde der Radstand geringfügig auf 264 cm verlängert. Runabout und Tourenwagen blieben im Sortiment, während das Model N als Tourabout dazu kam.
Von 1910 bis 1911 wurden die bisherigen Modelle als Model 26 bezeichnet. Der Radstand betrug nun 267 cm. Zur Wahl standen Tourenwagen und Tourabout. Neuheiten stellten zwei Modelle mit Vierzylindermotoren dar. Das kleinere war das Model 35, dessen Motor 35 PS leistete. Das Fahrgestell hatte 290 cm Radstand. Das Model 45 hatte einen 45-PS-Motor sowie 315 cm Radstand.

## Modellübersicht
| Jahr      | Modell   | Zylinder | Leistung (PS) | Radstand (cm) | Aufbau                           |
| --------- | -------- | -------- | ------------- | ------------- | -------------------------------- |
| 1906–1907 |          | 2        | 26            | 259           | Runabout, Tourenwagen, Landaulet |
| 1908      | Model K  | 2        | 26            | 259           | Runabout                         |
| 1908      | Model L  | 2        | 26            | 259           | Tourenwagen                      |
| 1909      | Model K  | 2        | 26            | 264           | Runabout                         |
| 1909      | Model L  | 2        | 26            | 264           | Tourenwagen                      |
| 1909      | Model N  | 2        | 26            | 264           | Tourabout                        |
| 1910–1911 | Model 26 | 2        | 26            | 267           | Tourenwagen, Tourabout           |
| 1910–1911 | Model 35 | 4        | 35            | 290           | Tourenwagen                      |
| 1910–1911 | Model 45 | 4        | 45            | 315           | Tourenwagen                      |